# Thomas Clausen
Thomas Clausen   (Snogbæk, 16 de gener de 1801 (Julià) - Tartu, 24 de maig de 1885) fou un matemàtic i astrònom danès.

## Vida i Obra
Fill d'una família molt pobre de pagès en un llogaret del municipi de Sønderborg (avui Dinamarca, però aleshores Sacre Imperi), als dotze anys encara no sabia ni llegir ni escriure. El capellà del poble, Georg Holst, li encarrega cuidar els ramats i, en adonar-se de les seves habilitats intel·lectuals, comença a ensenyar-li matemàtiques, astronomia, llatí i grec. Quan Holst va veure que ja no el podia ajudar més, el va recomanar a l'astrònom Heinrich Christian Schumacher, que estava fent mesures geodèsiques prop del seu poble.
El 1824, Schumacher contracta Clausen com administratiu a l'observatori d'Altona (avui Altona és un barri d'Hamburg, però en aquella època era una ciutat sota sobirania de la corona danesa) i ben aviat veu que se li poden encarregar treballs científics més seriosos. Però les relacions entre ells no van ser gaire bones i el 1828, amb la recomanació de Schumacher, signa un contracte per treballar a l'institut d'òptica Utzschneider de Múnic, que necessita un teòric després de la mort el 1826 de Fraunhofer. Els primers anyns que hi va treballar van ser força productius perquè va tenir amplia llibertat de recerca.

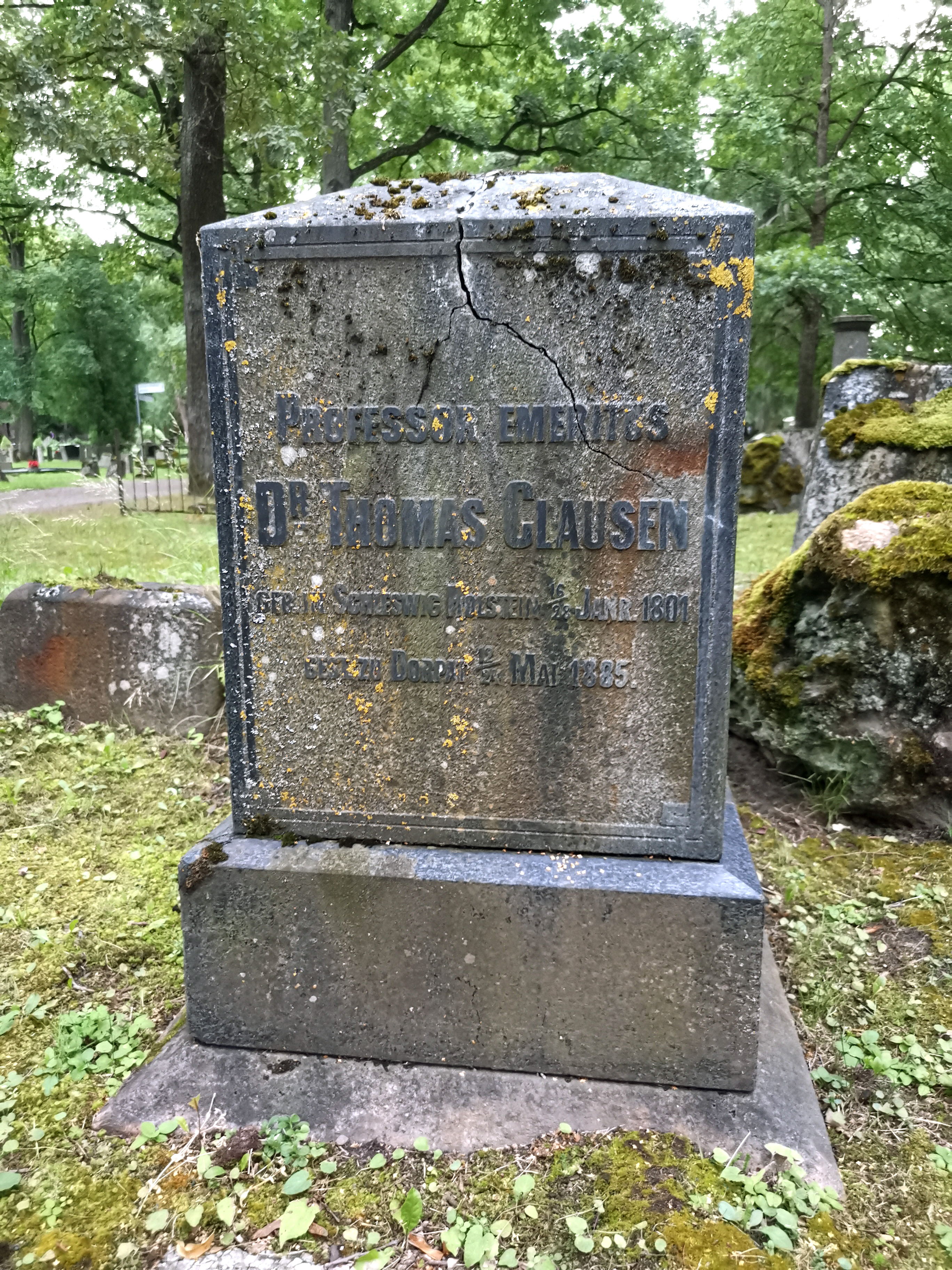
Tomba de Clausen al cementit Raadi de Tartu.

El 1833 va caure malalt, probablement d'alguna malaltia mental, i el 1840 va tornar a Altona a peu. El 1842 va ser nomenat astrònom del observatori de Dorpat (avui Tartu, Estònia) i professor de la seva universitat. Càrrecs que va mantenir fins a la seva jubilació el 1872.
Clausen va publicar uns 150 articles a les revistes Astronomische Nachrichten, Journal für die reine und angewandte Mathematik, Archiv der Mathematik und Physik i Publications de l'Académie impériale des sciences de St. Pétersbourg, dedicats a diversos temes: matemàtiques pures i aplicades, física, astronomia i geofísica.
El 1844 va rebre un doctorat honoris causa per la universitat de Königsberg.
Clausen mai es va casar i, en retirar-se, es va quedar vivint a Tartu on va morir el 1885, essent enterrat al cementiri Raadi.